# Tim Kerkhof
Tim Kerkhof, né le 13 novembre 1993 à Oss, est un coureur cycliste néerlandais. En 2014, il devient champion des Pays-Bas sur route espoirs.

## Biographie
Tim Kerkhof naît le 13 novembre 1993 à Oss aux Pays-Bas.

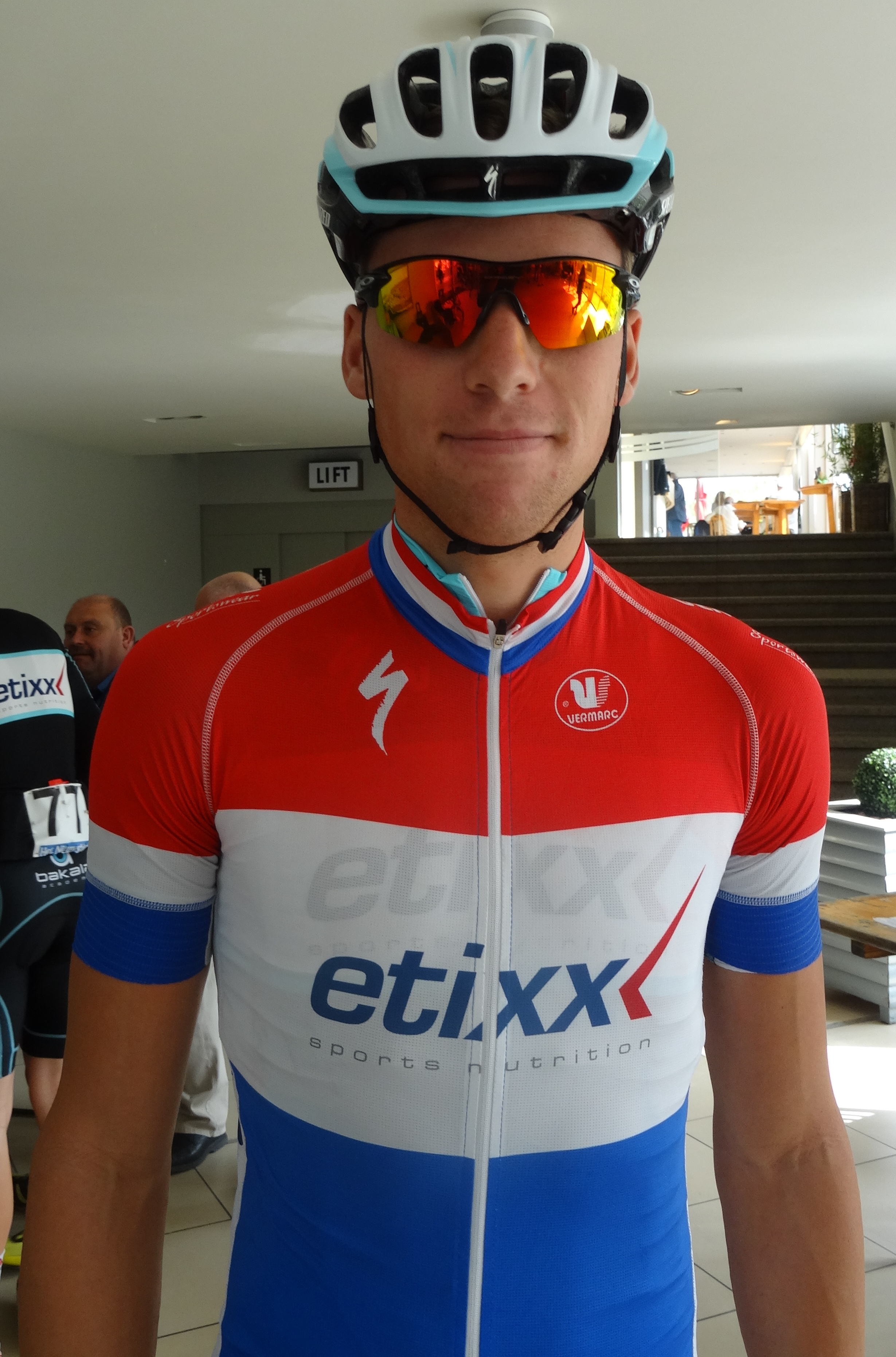
Tim Kerkhof revêtant son maillot de champion des Pays-Bas sur route espoirs lors de la Flèche côtière 2014 à Heist (Knokke-Heist).

Membre de Rucanor Line, il fait son entrée dans l'équipe EFC-Omega Pharma-Quick Step l'année suivante. Il court pour l'équipe Etixx en 2014, où il devient champion des Pays-Bas sur route espoirs. Fin 2014 il est recruté par la toute nouvelle équipe continentale professionnelle néerlandaise Roompot, qui prend le nom de Roompot Oranje Peloton au cours du mois de mars.

## Palmarès
- 2013[1]
  - 3e étape du Circuit de Saône-et-Loire
  - Essor breton :
    - Classement général
    - 2e étape

  - 3e du Mémorial Danny Jonckheere
- 2014
  -  Champion des Pays-Bas sur route espoirs
- 2017
  - Circuit de Campine
  - 3e de l'Omloop Houtse Linies
- 2018
  - 2e du Circuit de Campine

## Classements mondiaux
| Année           | 2013 | 2014   | 2015 | 2016 |
| --------------- | ---- | ------ | ---- | ---- |
| UCI Europe Tour | 949e | 1 014e |      | 596e |